# Pallenopsis dentifera
Pallenopsis dentifera är en havsspindelart som beskrevs av Stock, J.H. 1983. Pallenopsis dentifera ingår i släktet Pallenopsis och familjen Phoxichilidiidae. Inga underarter finns listade i Catalogue of Life.